# 孟传生
孟传生（1929年9月—2016年2月26日），辽宁省康平县人，中华人民共和国政治人物。

## 生平
1948年6月，加入中国共产党。曾任黑龙江省委组织部干部处副处长，冶金部北满金属结构公司党总支书记、副经理，黑龙江省委基建部办公室副主任，黑龙江省委工业部基建处副处长、处长、办公室主任，黑龙江省肇州县委副书记。1956年1月至1966年2月，任肇州县长。1966年2月至1966年9月，任肇州县县委书记。
1975年5月至1979年7月，担任黑龙江省绥化地区革委会副主任，黑龙江省绥化地委常委、地区行署副专员、地委副书记。1981年12月，任黑龙江省合江地委副书记、地区行署专员、地委书记。之后合江地区改为佳木斯市，他随后担任黑龙江省佳木斯市市委书记，黑龙江省委统战部部长。1991年3月，任黑龙江省政协副主席。1995年8月离休。
2016年2月26日，在哈尔滨逝世，享年88岁。